# 東京會舘
株式会社東京會舘（とうきょうかいかん、英: Tokyo Kaikan Co., Ltd.）は、宴会場、結婚式場、レストラン事業を展開する日本の企業。贈答用の洋菓子や料理缶詰の販売も手がけ、婚礼事業ではテイクアンドギヴ・ニーズ (T&G) と提携している。
みどり会の会員企業であり三和グループに属している。

## 概要

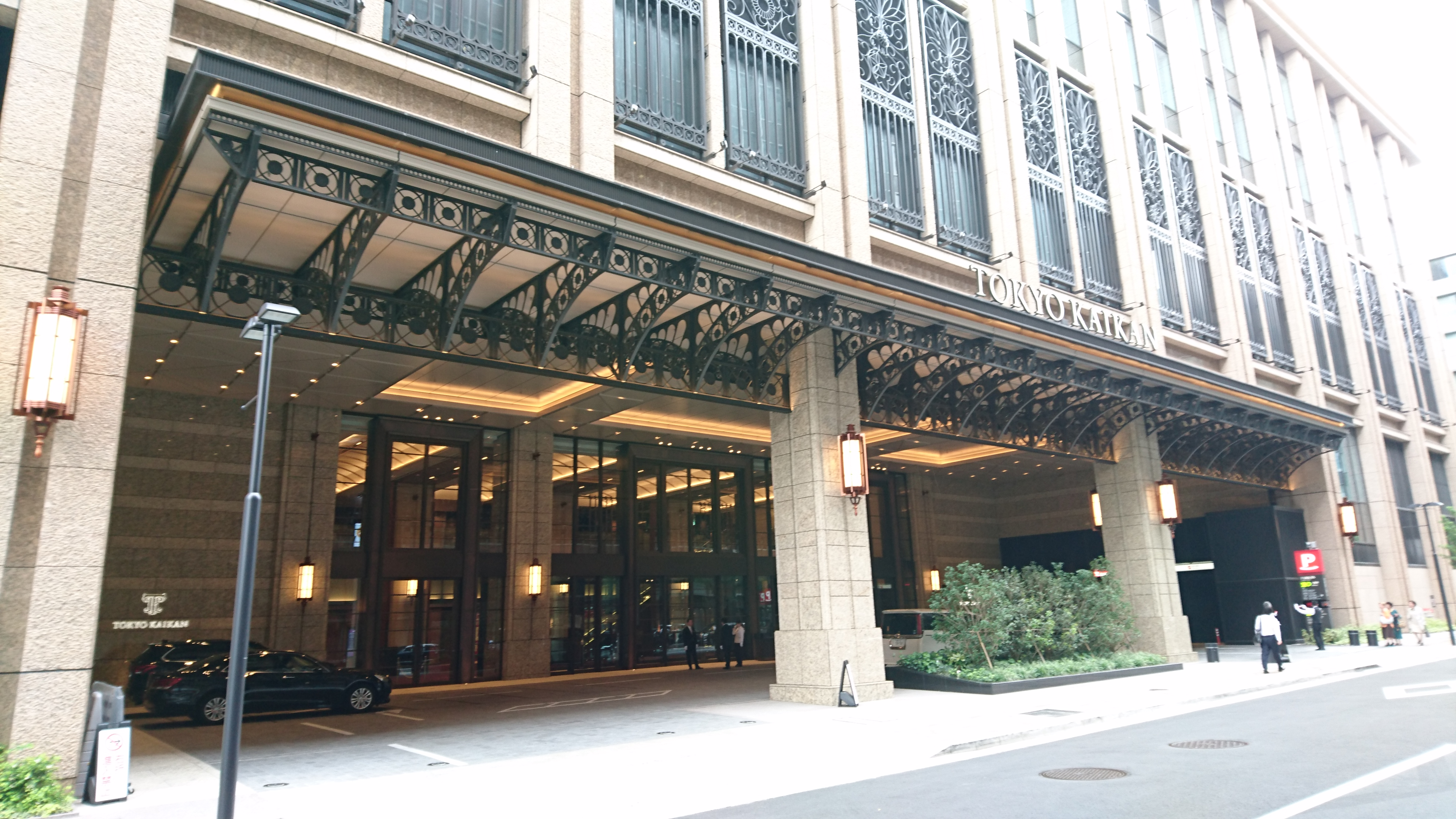
エントランス外観

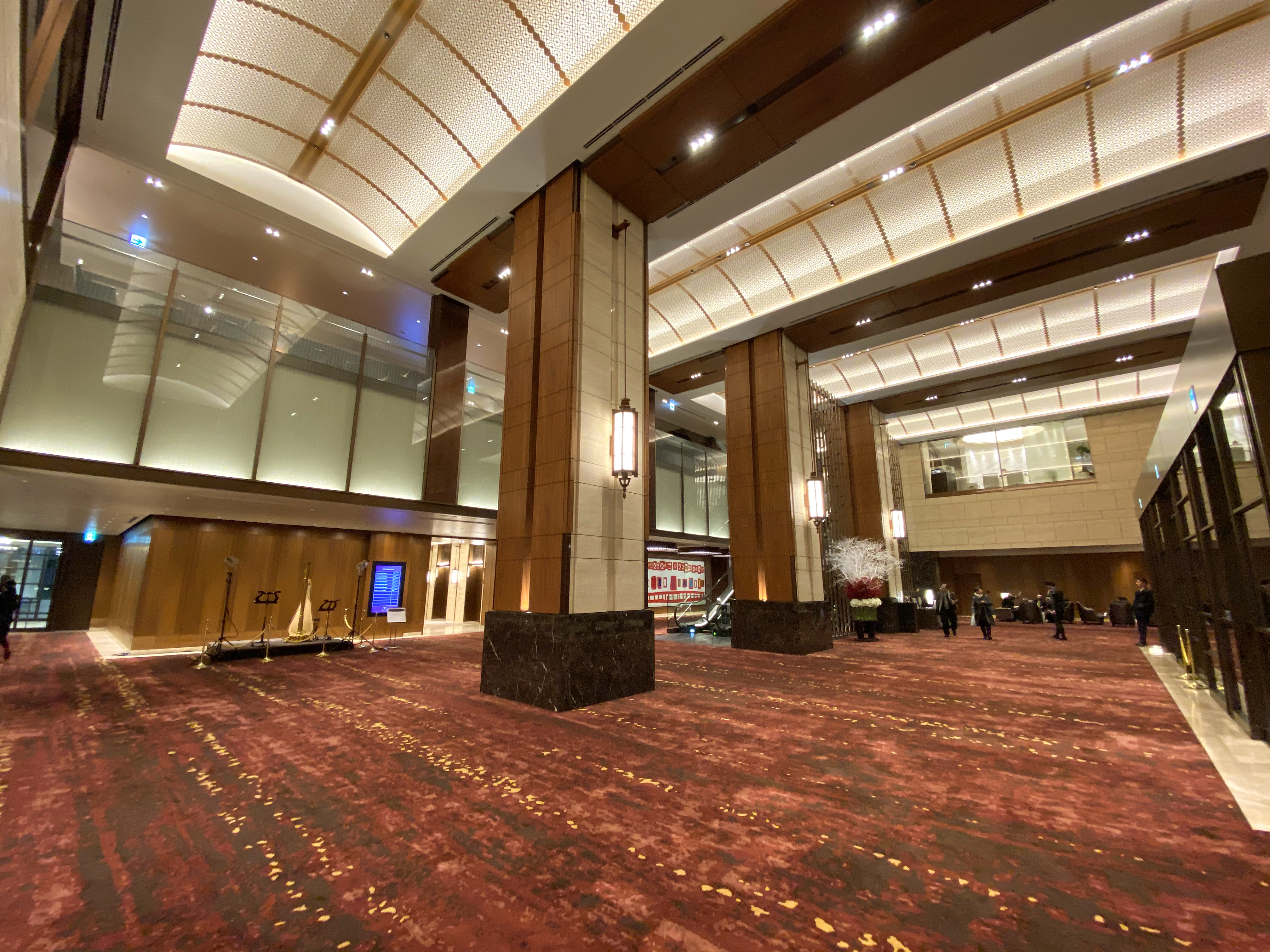
エントランス内観

1922年（大正11年）、「民間初の社交場」として皇居前に建てられた田辺淳吉設計によるルネサンス様式の初代本館で開業し、当初から本格的なフランス料理を提供。戦後、数年間は連合国総司令部 (GHQ) に接収され、将校クラブとして営業する。1971年（昭和46年）12月に谷口吉郎の設計で建て替えられた2代目本館が竣工し、世界的芸術家や政財界の大物が訪れ、エリザベス女王夫妻（1975年）も迎えた。また文化人にも愛され、井上靖や三島由紀夫らの著作にも登場してきた。
芥川賞及び直木賞の記者会見や受賞式、多くの出版系授賞式などで使用される。

### 丸の内二重橋ビル内にリニューアルオープン
東京會舘に隣接して同様に老朽化した富士ビルヂング、東京商工会議所ビルの3棟を一体で建て替え、2019年（平成31年）1月8日に完成した丸の内二重橋ビルで、3代目の新本館を開業した。
新本館の丸の内4th通り外壁には長さ72mにわたる20枚のレリーフを設け、正面玄関の庇には初代本館からヒントを得たという重厚なアーチ状の装飾梁を設置。従来はなかった長大な専用車寄せも備えられ、来訪者をスムーズに受け入れる。
1階エントランスロビーは2層吹抜けとし、2代目本館ロビーに設けてあった猪熊弦一郎作モザイクタイル壁画「都市・窓」を保存展示。初代本館から三代にわたり引き継いだシャンデリアは、既存の部品を解体清掃して組み直し、階段室の最上部に移設した。
主な宴会室「ローズ」（収容人員2000名規模）は、「バラ」を指す名称に次の逸話がある。すなわち、接収された2代目建築の大広間の天井をGHQ将校が見上げ、ほのかなピンク色の装飾をバラのように美しいと称賛し命名されたと伝わり、新会館でもその名を継承した。丸の内エリアでは最大のバンケットルームで、国際規模の催しにも対応する。初代本館の貴賓室を再現した「バイオレット」には大正時代のシャンデリアと装飾鏡、マントルピースを採用。カーペットやカーテンの柄も2代目本館と比べると、写真を参照して初代本館の様式をより忠実に再現した。皇居を望む7階のチャペルの壁面は、皇居との連続性を意識した石垣で加飾し、ハート形の石がその中に1点だけ施してある。
館内ではレストラン、バー、会員制クラブ、ショップが営業し、牛乳を使ったカクテルはマッカーサー元帥も朝から密かに酒がたしなめると愛飲したと伝わり、メインバーで提供される。会員制のユニオンクラブには、各界著名人が多数在籍。併設する料理教室では現役のシェフが講師を務める。

## 沿革

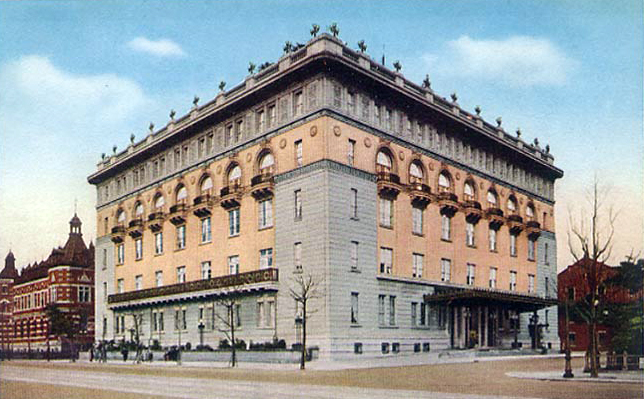
初代本館の竣工当時の外観

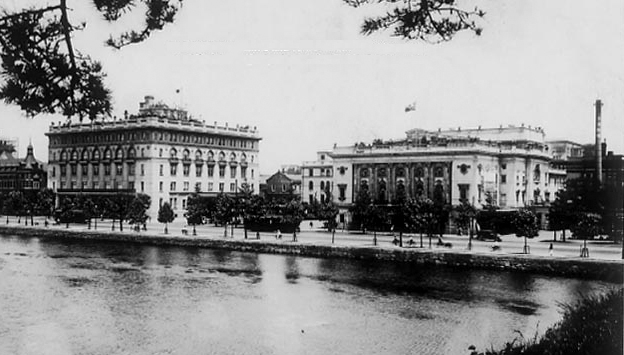
竣工当時の初代東京會舘（左）と帝國劇場（右）

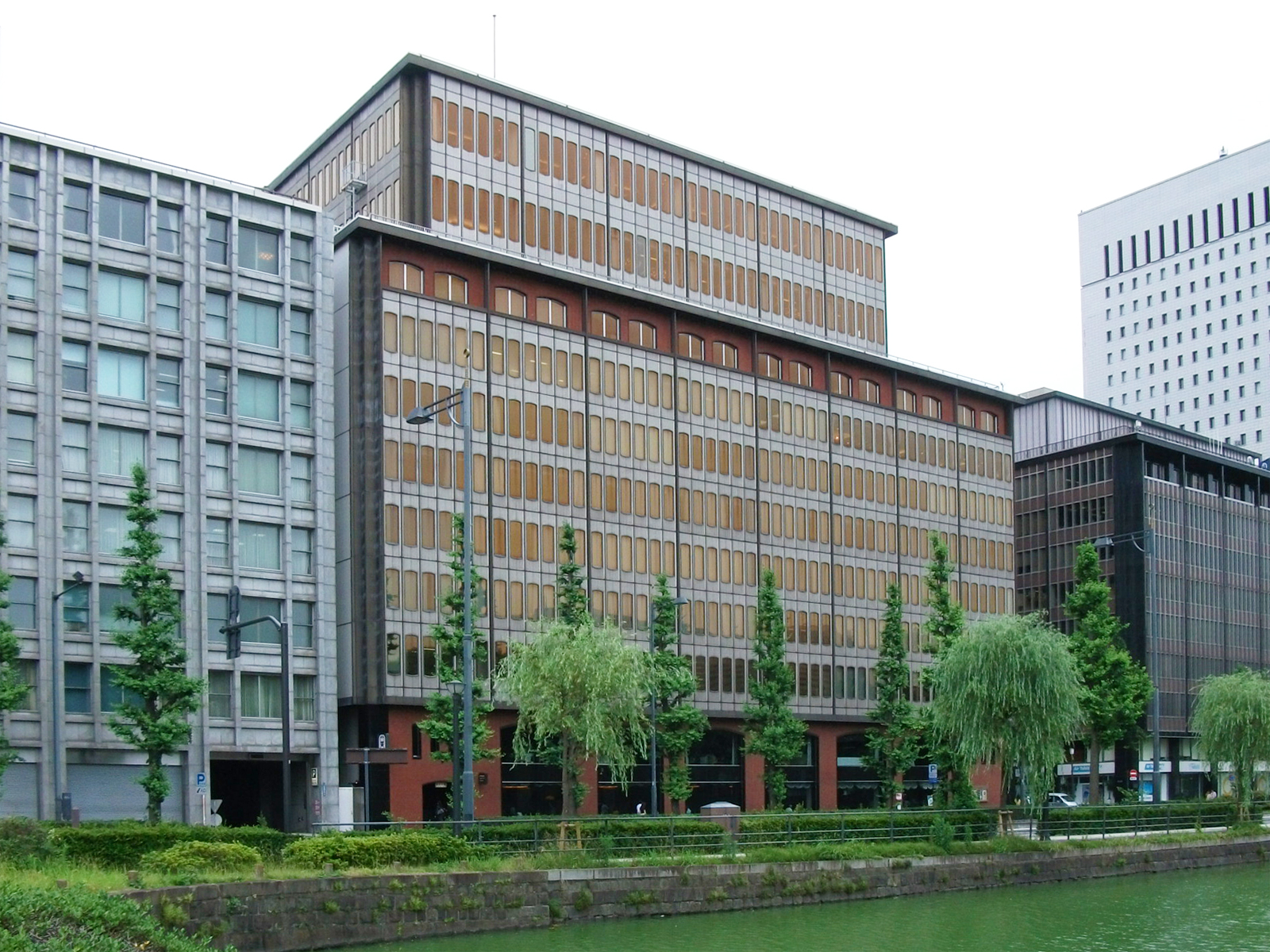
2代目本館

1920年（大正9年）4月24日 - 設立。1922年（大正11年）11月1日に竣工したルネサンス様式の初代本舘は、田辺淳吉の設計による。翌1923年（大正12年）に関東大震災で被災し、1927年まで休業する。
1940年（昭和15年）12月には突如、接収を受け、建物に大政翼賛会の中央本部が置かれた。1942年から1945年まで「大東亜会館」と改称された。太平洋戦争後、数年間はGHQに接収され、将校クラブとして営業する。
1949年（昭和24年）5月に日興證券（現：SMBC日興証券）を主幹事証券会社として東京証券取引所（現：東京証券取引所第二部）に上場する。谷口吉郎の設計による2代目本館の竣工は、1971年（昭和46年）12月に迎え、その営業は2015年（平成27年）1月31日をもってを終了し、建て替えを実施。
新本館（3代目）は丸の内二重橋ビルの一部として、2019年（平成31年）1月8日に営業を始めた。

### 旧ホテルテートの扱い
経営難となったホテルテートの再建について財界は政府の要請を受け、その中心となって対策を進めると、株式上場の1949年に新会社「ホテルテート」を共同で設立し（5月20日付）、各社の核となり運営に当たる。

ホテルテートの土地建物は国庫に納められたのちに、東京會舘は1959年（昭和34年）10月14日付で払い下げを受けた。同跡地に開業を見越して、1960年（昭和35年）2月1日「パレスホテル」を分離発足させた。

## 東京會舘が運営する他の会館・施設
- 如水会館 - 如水会（一橋大学の同窓会）が所有する会館における宴会場・食堂の運営を受託
- 旧古河邸本館（大谷美術館） - 邸宅ウエディングを東京會舘がプロデュース
- 大手町 LEVEL XXI 東京會舘 - アーバンネット大手町ビル21階
- 銀座スカイラウンジ - 東京交通会館15階
- 特別食堂日本橋  - 日本橋三越本店本館7階